# Sarah Churchwell
Sarah Bartlett Churchwell (geboren 27. Mai 1970) ist eine US-amerikanische Literaturwissenschaftlerin.

## Leben
Sarah Churchwell wuchs in Winnetka auf. Sie studierte Englisch am Vassar College und wurde an der Princeton University promoviert. Churchwell schreibt Literaturkritiken und Feuilletons für die großen britischen und US-amerikanischen Zeitungen. Churchwell saß 2014 in der Jury für die Vergabe des Man Booker Prize.
Seit 1999 lehrt sie amerikanische Literatur an der University of East Anglia. 2015 erhielt sie eine Professur für public understanding of the humanities an der School of Advanced Study (SAS) der University of London.
Sie ist Fellow der Royal Society of Arts.

## Schriften
- The Many Lives of Marilyn Monroe. New York : Metropolitan Books/Henry Holt, 2005
- What Americans Like. Henry Holt, 2010
- Careless People: Murder, Mayhem and the Invention of The Great Gatsby. London : Virago Press, 2013
- Der amerikanische Faschismus: Vom Ku-Klux-Klan zu Trump. In: Blätter für deutsche und internationale Politik, 9/2020, S. 57–68 (online).